# Hymenaea oblongifolia
Hymenaea oblongifolia är en ärtväxtart som beskrevs av Huber. Hymenaea oblongifolia ingår i släktet Hymenaea och familjen ärtväxter.

## Underarter
Arten delas in i följande underarter:
- H. o. davisii
- H. o. latifolia
- H. o. oblongifolia
- H. o. palustris